# Bildstock (Wiedergeltingen)

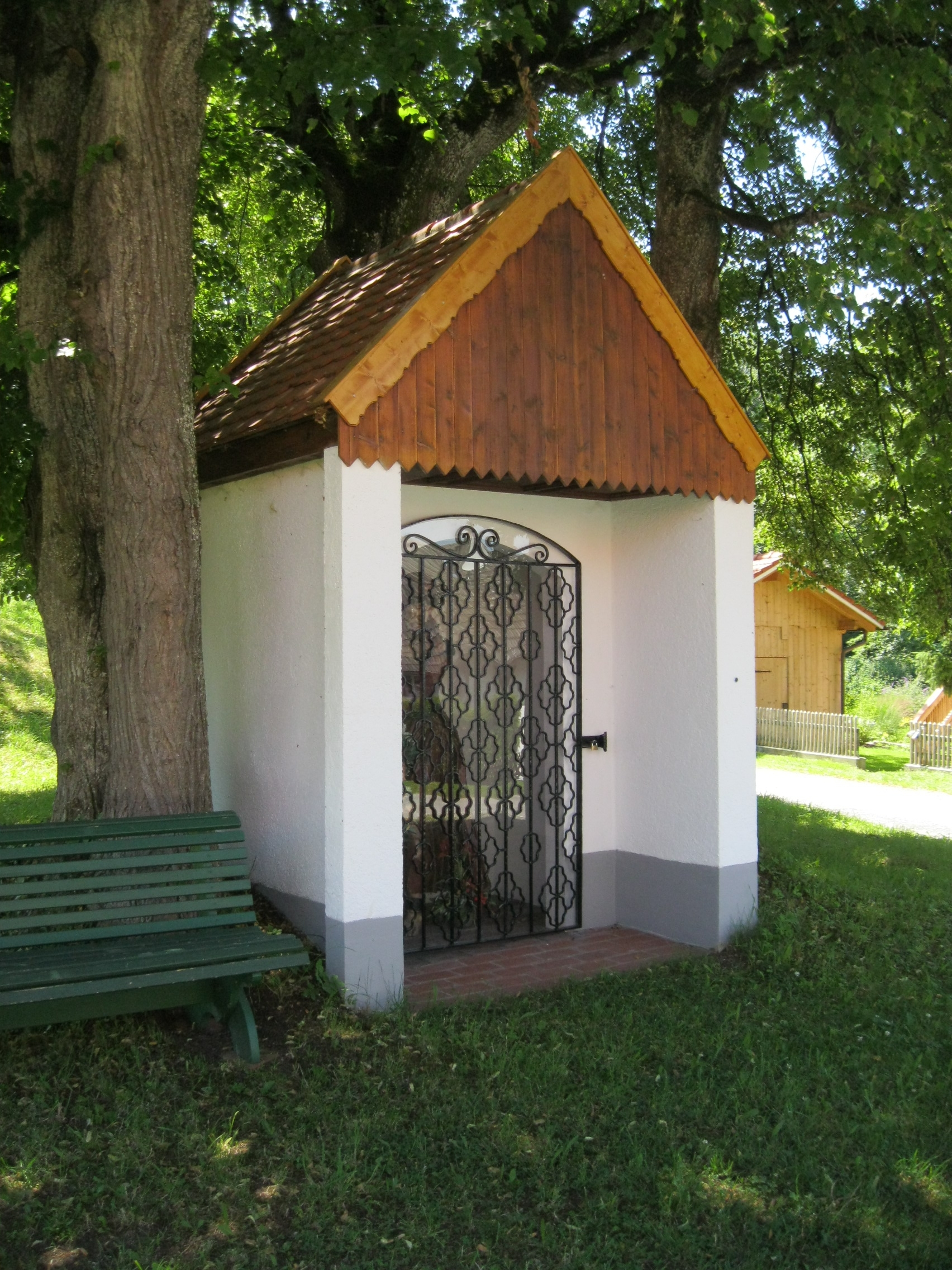
Bildstock in Wiedergeltingen

Im späten 19. Jahrhundert wurde der denkmalgeschützte Bildstock in Wiedergeltingen, einer Gemeinde im Landkreis Unterallgäu, Bayern, errichtet. Das Gebäude besitzt eine Stichbogennische und ein Satteldach. Es befindet sich unterhalb des 'Lehbüchels', eines Hügels mit Kriegerdenkmal für die Gefallenen des Deutsch-Französischen Krieges von 1870/71. Im Inneren befindet sich eine überlebensgroße und gefasste Holzfigur eines Kerkerheilands mit Schulterwunde aus der Mitte des 18. Jahrhunderts.